# Partito di Rinnovamento Patriottico
Il Partito di Rinnovamento Patriottico (Partido Renovación Patriótica, PRP), era un partito politico di sinistra in Honduras formatosi nel 1990  come un folto raggruppamento di varie tendenze interne alla sinistra, come le Forze popolari rivoluzionarie di Lorenzo Zelaya, che erano un movimento politico-militare clandestino in Honduras costituitosi nel 1980 da dissidenti del PCMLH (Partito Comunista Marxista Leninista dell'Honduras) e che è stato ispirato dal Fronte Sandinista di Liberazione Nazionale della rivoluzione nicaraguense del 1979 contro l' Occupazione statunitense del Nicaragua, e, a differenza dei tradizionali partiti comunisti (il PCH e PCMLH), le Forze popolari rivoluzionarie di Lorenzo Zelaya hanno sempre sostenuto lotta di guerriglia.
È stato chiamato con il nome di Zelaya in ricordo del leader dei contadini honduregni Lorenzo Zelaya che è stato assassinato nel 1965. Il PRP era formato anche da persone legate  al vecchio Partito Comunista dell'Honduras e da una piccola fazione dissidente della socialdemocrazia legata al Partito di Innovazione e Unità. Nel 1992 il PRP si fuse con altri tre gruppi per formare il Partito di Unificazione Democratica.